# 傑夫·佩瑞
傑夫·佩瑞（英語：Jeff Perry，1955年8月16日—）是美國的一位演員。他最近出演ABC政治電視劇醜聞。他是搖滾樂隊感恩至死的狂熱歌迷。

## 外部連結
- 傑夫·佩瑞在互联网电影资料库（IMDb）上的資料（英文）
- 互聯網百老匯資料庫（IBDB）上傑夫·佩瑞的資料（英文）
- Jeff Perry at Internet Off-Broadway Database
- The Steppenwolf Theater Company （页面存档备份，存于）